# جوني كيلي
جوني كيلي (بالإنجليزية: Johnny Kelly)‏ (و. 1968 – م) هو موسيقي، من الولايات المتحدة الأمريكية، ولد في بروكلين.

## وصلات خارجية
- جوني كيلي على موقع IMDb (الإنجليزية)
- جوني كيلي على موقع ميوزك برينز (الإنجليزية)
- جوني كيلي على موقع إن إن دي بي (الإنجليزية)
- جوني كيلي على موقع ديسكوغز (الإنجليزية)